# Doranges
Doranges település Franciaországban, Puy-de-Dôme megyében. Lakosainak száma 172 fő (2022. január 1.). Doranges Laval-sur-Doulon, Saint-Vert, Fayet-Ronaye, Novacelles, Saint-Alyre-d’Arlanc, Saint-Bonnet-le-Bourg és Saint-Sauveur-la-Sagne községekkel határos.

## Népesség
A település népességének változása:
| Lakosok száma | 153  | 152  | 155  | 159  | 167  | 175  | 174  | 173  | 172  |
|               | 2013 | 2015 | 2016 | 2017 | 2018 | 2019 | 2020 | 2021 | 2022 |